# Internazionali BNL d'Italia 2016
Internazionali BNL d'Italia 2016, známý také pod názvy Italian Open 2016 nebo Rome Masters 2016, byl společný tenisový turnaj mužského okruhu ATP World Tour a ženského okruhu WTA Tour, hraný v areálu Foro Italico na otevřených antukových dvorcích. Konal se mezi 9. až 15. květnem 2016 v italské metropoli Římě jako sedmdesátý třetí ročník turnaje.
Mužská polovina se po grandslamu řadila do druhé nejvyšší kategorie okruhu ATP World Tour Masters 1000 a její dotace činila 4 300 755 eur. Ženská část měla rozpočet 2 399 000 eur a byla součástí kategorie WTA Premier 5.
Nejvýše nasazenými hráči v soutěžích dvouher se stali světové jedničky Srb Novak Djoković a Američanka Serena Williamsová, kteří prošli do finálových duelů. Jako poslední přímí účastníci do dvouher nastoupili 52. německý hráč pořadí Alexander Zverev a 62. žena klasifikace Anna-Lena Friedsamová z Německa.
V den 29. narozenin získal trofej z mužské dvouhry Skot Andy Murray a v sérii ATP World Tour Masters 1000 dobyl dvanáctou trofej. Vrátil se také na druhé místo světové klasifikace. Čtvrtý titul na Rome Masters získala Serena Williamsová, což představovalo jubilejní sedmdesátáou singlovou trofej na okruhu WTA Tour. Přímý boj o titul znamenal první ryze americké finále na antuce WTA Tour po 14 letech, když naposledy předtím se v této fázi antukového turnaje utkaly Serena a Venus Williamsovy na French Open 2002. Mužský debl ovládl americký bratrský pár Bob a Mike Bryanovi, který čtvrtou trofejí z Říma získal rekordní sto dvanáctý společný titul a třicátý šestý v sérii Masters. Společnou premiérovou trofej z červené antuky si v ženské čtyřhře připsal nejlepší světový švýcarsko-indický pár Martina Hingisová a Sania Mirzaová, přezdívaný „Santina“.
Italka Flavia Pennettaová ukončila profesionální kariéru na konci sezóny 2015. Rozloučení proběhlo během římského turnaje 10. května 2016 na Pietrangeliho dvorci. I přes půlroční neaktivitu se ve vydání žebříčku z 16. května 2016 vrátila do první světové desítky, a to na 10. příčku.

## Rozdělení bodů a finančních odměn

### Rozdělení bodů
| Soutěž       | vítězové | finalisté | semifinalisté | čtvrtfinalisté | 16 v kole | 32 v kole | 64 v kole | Q  | Q2 | Q1 |
| ------------ | -------- | --------- | ------------- | -------------- | --------- | --------- | --------- | -- | -- | -- |
| dvouhra mužů | 1000     | 600       | 360           | 180            | 90        | 45        | 10        | 25 | 16 | 0  |
| čtyřhra mužů | 1000     | 600       | 360           | 180            | 90        | 0         |           |    |    |    |
| dvouhra žen  | 900      | 585       | 350           | 190            | 105       | 60        | 10        | 30 | 20 | 1  |
| čtyřhra žen  | 900      | 585       | 350           | 190            | 105       | 5         |           |    |    |    |

### Finanční odměny
| Soutěž                                | vítězové | finalisté | semifinalisté | čtvrtfinalisté | 16 v kole | 32 v kole | 64 v kole | Q2     | Q1     |
| ------------------------------------- | -------- | --------- | ------------- | -------------- | --------- | --------- | --------- | ------ | ------ |
| dvouhra mužů                          | €717 315 | €351 715  | €177 015      | €90 010        | €46 740   | €24 640   | €13 305   | €3 065 | €1 565 |
| dvouhra žen                           | €432 100 | €215 950  | €107 860      | €49 680        | €24 630   | €12 645   | €6 500    | €3 620 | €1 860 |
| čtyřhra mužů                          | €222 150 | €108 750  | €54 550       | €28 000        | €14 470   | €7 640    | —         | —      | —      |
| čtyřhra žen                           | €123 700 | €62 470   | €30 920       | €15 565        | €7 860    | €3 895    | —         | —      | —      |
| částka ve čtyřhrách je uvedena na pár |          |           |               |                |           |           |           |        |        |

## Dvouhra mužů

### Nasazení
| Stát                          | Hráč                  | ATP | Nasazení |
| ----------------------------- | --------------------- | --- | -------- |
| Srbsko                        | Novak Djoković        | 1.  | 1.       |
| Spojené království            | Andy Murray           | 2.  | 2.       |
| Švýcarsko                     | Roger Federer         | 3.  | 3.       |
| Švýcarsko                     | Stan Wawrinka         | 4.  | 4.       |
| Španělsko                     | Rafael Nadal          | 5.  | 5.       |
| Japonsko                      | Kei Nišikori          | 6.  | 6.       |
| Francie                       | Jo-Wilfried Tsonga    | 7.  | 7.       |
| Česko                         | Tomáš Berdych         | 8.  | 8.       |
| Španělsko                     | David Ferrer          | 9.  | 9.       |
| Kanada                        | Milos Raonic          | 10. | 10.      |
| Francie                       | Richard Gasquet       | 12. | 11.      |
| Belgie                        | David Goffin          | 13. | 12.      |
| Rakousko                      | Dominic Thiem         | 14. | 13.      |
| Francie                       | Gaël Monfils          | 15. | 14.      |
| Španělsko                     | Roberto Bautista Agut | 17. | 15.      |
| Jižní Afrika                  | Kevin Anderson        | 19. | 16.      |
| Žebříček ATP k 2. květnu 2016 |                       |     |          |

### Jiné formy účasti
Následující hráči obdrželi divokou kartu do hlavní soutěže:
- Salvatore Caruso
- Marco Cecchinato
- Paolo Lorenzi
- Lorenzo Sonego

Následující hráči postoupili z kvalifikace:
- Aljaž Bedene
- Iñigo Cervantes Huegun
- Damir Džumhur
- Ernests Gulbis
- Michail Kukuškin
- Stéphane Robert
- Filippo Volandri

Následující hráč postoupil z kvalifikace jako tzv. šťastný poražený:
- Lucas Pouille

### Odhlášení
před zahájením turnaje
- Marcos Baghdatis → nahradil jej Andreas Seppi
- Marin Čilić → nahradil jej Alexander Zverev
- Juan Martín del Potro → nahradil jej Albert Ramos-Viñolas
- Tommy Haas → nahradil jej Nicolas Mahut
- John Isner → nahradil jej Borna Ćorić
- Martin Kližan → nahradil jej Vasek Pospisil
- Gilles Simon → nahradil jej Juan Mónaco
- Jo-Wilfried Tsonga (natažení svalu) → nahradil jej Lucas Pouille

v průběhu turnaje
- Juan Mónaco

### Skrečování
- Bernard Tomic (chřipka)[2]

## Mužská čtyřhra

### Nasazení
| Stát                                                                                   | Hráč                  | Stát     | Hráč           | ATP | Nasazení |
| -------------------------------------------------------------------------------------- | --------------------- | -------- | -------------- | --- | -------- |
| Francie                                                                                | Pierre-Hugues Herbert | Francie  | Nicolas Mahut  | 7.  | 1.       |
| Chorvatsko                                                                             | Ivan Dodig            | Brazílie | Marcelo Melo   | 11. | 2.       |
| Nizozemsko                                                                             | Jean-Julien Rojer     | Rumunsko | Horia Tecău    | 11. | 3.       |
| Spojené království                                                                     | Jamie Murray          | Brazílie | Bruno Soares   | 11. | 4.       |
| USA                                                                                    | Bob Bryan             | USA      | Mike Bryan     | 15. | 5.       |
| Indie                                                                                  | Rohan Bopanna         | Rumunsko | Florin Mergea  | 24. | 6.       |
| Rakousko                                                                               | Alexander Peya        | Srbsko   | Nenad Zimonjić | 40. | 7.       |
| Kanada                                                                                 | Vasek Pospisil        | USA      | Jack Sock      | 42. | 8.       |
| Žebříček ATP k 2. květnu 2016; číslo je součtem žebříčkového postavení obou členů páru |                       |          |                |     |          |

### Jiné formy účasti
Následující páry obdržely divokou kartu do hlavní soutěže:
- Andrea Arnaboldi /  Alessandro Giannessi
- Fabio Fognini /  Andreas Seppi

Následující páry nastoupily z pozice náhradníka:
- Dominic Inglot /  Fabrice Martin

### Odhlášení
před zahájením turnaje
- Pierre-Hugues Herbert (zranění kolene)

### Skrečování
- Kevin Anderson (natažení svalu)

## Ženská dvouhra

### Nasazení
| Stát                          | Hráčka                    | WTA | Nasazení |
| ----------------------------- | ------------------------- | --- | -------- |
| USA                           | Serena Williamsová        | 1.  | 1.       |
| Německo                       | Angelique Kerberová       | 3.  | 2.       |
| Španělsko                     | Garbiñe Muguruzaová       | 4.  | 3.       |
| Bělorusko                     | Viktoria Azarenková       | 5.  | 4.       |
| Česko                         | Petra Kvitová             | 6.  | 5.       |
| Rumunsko                      | Simona Halepová           | 7.  | 6.       |
| Itálie                        | Roberta Vinciová          | 8.  | 7.       |
| Španělsko                     | Carla Suárezová Navarrová | 11. | 8.       |
| Rusko                         | Světlana Kuzněcovová      | 12. | 9.       |
| Česko                         | Lucie Šafářová            | 13. | 10.      |
| Švýcarsko                     | Timea Bacsinszká          | 15. | 11.      |
| USA                           | Venus Williamsová         | 16. | 12.      |
| Srbsko                        | Ana Ivanovićová           | 17. | 13.      |
| Itálie                        | Sara Erraniová            | 18. | 14.      |
| Ukrajina                      | Elina Svitolinová         | 19. | 15.      |
| Česko                         | Karolína Plíšková         | 20. | 16.      |
| Žebříček WTA k 2. květnu 2016 |                           |     |          |

### Jiné formy účasti
Následující hráčky obdržely divokou kartu do hlavní soutěže:
- Claudia Giovineová[1]
- Karin Knappová[1]
- Francesca Schiavoneová[1]

Následující hráčky postoupily z kvalifikace:
- Kiki Bertensová
- Mariana Duqueová Mariñová
- Julia Görgesová
- Johanna Larssonová
- Christina McHaleová
- Mónica Puigová
- Alison Riskeová
- Heather Watsonová

### Odhlášení
před zahájením turnaje
- Belinda Bencicová (poranění kostrče) → nahradila ji Teliana Pereirová
- Camila Giorgiová (poranění zad) → nahradila ji Caroline Garciaová
- Sloane Stephensová → nahradila ji Tímea Babosová
- Caroline Wozniacká (poranění pravého hlezna) → nahradila ji Yanina Wickmayerová

## Ženská čtyřhra

### Nasazení
| Stát                                                                                   | Hráčka                      | Stát       | Hráčka                 | WTA | Nasazení |
| -------------------------------------------------------------------------------------- | --------------------------- | ---------- | ---------------------- | --- | -------- |
| Švýcarsko                                                                              | Martina Hingisová           | Indie      | Sania Mirzaová         | 2.  | 1.       |
| USA                                                                                    | Bethanie Matteková-Sandsová | Česko      | Lucie Šafářová         | 8.  | 2.       |
| Maďarsko                                                                               | Tímea Babosová              | Kazachstán | Jaroslava Švedovová    | 16. | 3.       |
| Česko                                                                                  | Andrea Hlaváčková           | Česko      | Lucie Hradecká         | 21. | 4.       |
| Francie                                                                                | Caroline Garciaová          | Francie    | Kristina Mladenovicová | 22. | 5.       |
| Čínská Tchaj-pej                                                                       | Čan Jung-žan                | Německo    | Anna-Lena Grönefeldová | 34. | 6.       |
| Rusko                                                                                  | Jekatěrina Makarovová       | Rusko      | Jelena Vesninová       | 39. | 7.       |
| Německo                                                                                | Julia Görgesová             | Česko      | Karolína Plíšková      | 40. | 8.       |
| Žebříček WTA k 2. květnu 2016; číslo je součtem žebříčkového postavení obou členů páru |                             |            |                        |     |          |

### Jiné formy účasti
Následující páry obdržely divokou kartu do hlavní soutěže:
- Claudia Giovineová /  Angelica Moratelliová
- Karin Knappová /  Francesca Schiavoneová
- Světlana Kuzněcovová /  Anastasija Pavljučenkovová
- Serena Williamsová /  Venus Williamsová

## Přehled finále

### Mužská dvouhra
- Andy Murray vs.  Novak Djoković, 6–3, 6–3

### Ženská dvouhra
- Serena Williamsová vs.  Madison Keysová, 7–6(7–5), 6–3

### Mužská čtyřhra
- Bob Bryan /  Mike Bryan vs.  Vasek Pospisil /  Jack Sock, 2–6, 6–3, [10–7]

### Ženská čtyřhra
- Martina Hingisová /  Sania Mirzaová vs.  Jekatěrina Makarovová /  Jelena Vesninová, 6–1, 6–7(5–7), [10–3]